# 山城新伍の新伍一番勝負
山城新伍の新伍一番勝負（やましろしんごのしんごいちばんしょうぶ）は、ニッポン放送・NRN系列にて1981年4月から1987年3月まで、平日夕方に放送された中年男性向けのトークバラエティ番組。マツダの単独提供。山城新伍の冠番組でもある。ニッポン放送では『夕空晴れて!ひがのぼるです』と『はたえ金次郎の夕焼け一丁目』のそれぞれの箱番組としてオンエアされた。

## タイトルの由来
- 「山城新伍」・映画「新吾十番勝負」・「一本勝負」とを掛け合わせた。

## 放送の流れ
- 1982年4月放送回当時を時系列で掲載する。

1. カウキャッチャーCM（日動火災海上保険ほか2~3社）
2. オープニング・山城による提供ナレーションとタイトルコール[1]
3. マツダのCM①（20秒、地方のマツダディーラーのCMが主）
4. 音楽1曲①
5. 山城のフリートーク（プライベートから仕事までの内容が中心だった）
6. 音楽1曲②
7. 山城のエンドナレーション（下述）
8. マツダのCM②（40秒、地方マツダディーラーCM・20秒とマツダ乗用車全国CM・20秒）
9. 山城のエンドタイトルと提供のナレーション[2]
10. ヒッチハイクCM（アデランスほか2社ほど）

（終了）

## エンドナレーション
- 月-木 「それではまた明日 この時間に。お喋りは山城新伍でありました。」
- 金 「それではまた来週 この時間に。お喋りは山城新伍でございました。」

## 放送されていた局・放送時間（1986年秋時点）
全局、月曜日から金曜日までの放送だった。
- STVラジオ　13:35-13:45（『ときめきワイド』内で放送）
- 青森放送 15:20-15:30
- 秋田放送 16:40-16:50
- 岩手放送（現・IBC岩手放送） 17:20-17:30
- 山形放送 16:50-17:00
- 東北放送 13:50-14:00
- ラジオ福島 15:05-15:15
- ニッポン放送  17:10-17:20（『はたえ金次郎の夕焼け一丁目』内で放送）
- 新潟放送 16:00-16:10
- 信越放送 15:10-15:20（『ときめきワイド!　午後はおまかせ』内で放送）
- 山梨放送 16:40-16:50
- 北日本放送 16:05-16:16
- 福井放送　15:20-15:30（『おじゃましま～す』内で放送）
- 静岡放送 16:40-16:50
- 東海ラジオ 12:05-12:15
- 和歌山放送 15:35-15:45
- ラジオ大阪 16:10-16:20（『おおさか午後4時 元気の出るラジオ』内で放送）
- 山陽放送（現・RSK山陽放送。放送当時はJRN単独加盟局） 15:40-15:50
- 山陰放送 17:20-17:30
- 中国放送 15:35-15:45
- 山口放送 14:50-15:00
- 四国放送 16:50-17:00
- 西日本放送 17:50-18:00
- 南海放送 15:25-15:35（『Sunサンワイド』内で放送）
- 高知放送 16:50-17:00
- 九州朝日放送  15:30-15:40
- 大分放送 16:50-17:00
- 長崎放送 15:45-15:55
- 熊本放送 15:20-15:30（『こちら九州ラジオ村』内で放送）
- 宮崎放送 16:40-16:50
- 南日本放送 14:40-14:50
- ラジオ沖縄 14:20-14:30

## 追記
- パーソナリティーの山城新伍は、当時マツダのトラック・タイタン、同じく小型商用車・ボンゴブローニィのテレビCMに出演。同番組で山城が主演したマツダ自動車商品のラジオCMをも別にオンエアした。

| ニッポン放送・NRN マツダ一社提供番組枠 | ニッポン放送・NRN マツダ一社提供番組枠   | ニッポン放送・NRN マツダ一社提供番組枠 |
| 前番組                                 | 番組名                                   | 次番組                                 |
| -------------------------------------- | ---------------------------------------- | -------------------------------------- |
| 財津一郎・男の純情 (1978.07~1981.03)   | 山城新伍の新伍一番勝負 (1981.04~1987.03) | ほっと一息裕子です (1987.04~1997.09)   |